# 51st (Metro de Chicago)
51st es una estación en la línea Verde del Metro de Chicago. La estación se encuentra localizada en 319 East 51st Street en Chicago, Illinois. La estación 51st fue inaugurada el 28 de agosto de 1892.  La Autoridad de Tránsito de Chicago es la encargada por el mantenimiento y administración de la estación. 

## Descripción
La estación 51st cuenta con 2 plataformas laterales y 2 vías. 

## Conexiones
La estación es abastecida por las siguientes conexiones: 
- Rutas del CTA Buses: #1 Indiana/Hyde Park #15 Jeffery Local